# Breakcore
Breakcore ist ein Stil der Elektronischen Musik, der stark von Hardcore Techno, Drum and Bass, Digital Hardcore und dem Industrial geprägt wurde.
Breakcore zeichnet sich durch prägnante Kickdrums, Breakbeats und exzessives Sampling aus. Die BPM-Zahl ist tendenziell hoch und häufig über 160.
In der Mitte der 1990er und 2000er Jahre entstand das Genre fast zeitgleich in den Niederlanden, Belgien, Deutschland und Großbritannien. Rhythm ’n’ Noise ist ein verwandtes Genre.
Breakcore wird in Nordamerika auch als „Noisecore“ bezeichnet.

## Charakteristiken
Das auffälligste Merkmal aller Breakcore-Produktionen ist der Einsatz des Schlagzeugs. Der Rhythmus basiert häufig auf der Manipulation des Amen-Break und anderen klassischen Jungle- und Hip-Hop-Breakbeats bei hoher BPM-Zahl. Dieser stilprägende Einsatz der Drumsamples kann sich von Interpret zu Interpret stark unterscheiden; manche bevorzugen eine Montagetechnik, während andere die Breakbeats stark verzerren oder andere Effekte wie Delay oder Hall einsetzen.
Die größten Unterschiede zwischen den Breakcore-Künstlern existieren beim Einsatz von Melodie. Klassische Rave-Samples – charakteristisch für Acid und Drum and Bass – sind häufig anzutreffen. Allerdings ist Breakcore hauptsächlich für genreübergreifendes Sampling bekannt. Immer mehr Musiker des Genres setzen auch live aufgenommene Instrumente in ihren Kompositionen ein – u. a. Istari Lasterfahrer, Hecate, Benn Jordan, Qüatros und Venetian Snares.

### Rhythm ’n’ Noise
Rhythm ’n’ Noise, auch „Harsh“ genannt, ist ein Breakbeat-Musikstil, der Mitte der 1990er Jahre entstand und Elemente des Post-Industrial, Drum and Bass, Noise und Hardcore Techno miteinander verbindet, wodurch er klanglich leicht mit Breakcore verwechselt werden kann. Er unterscheidet sich vom Breakcore vor allem dadurch, dass mehr Wert auf Tanzbarkeit und Eingängigkeit gelegt wird. Häufig finden Effekte wie Distortion und Delay, sowie Sprachsamples aus Filmen, Radio- und Fernsehnachrichten Verwendung. Zu den prägendsten Vertretern dieses Musikstils zählten in den 90er Jahren und frühen 2000ern Iszoloscope, KiEw, Klangstabil, Mono No Aware, P·A·L, Stahlfrequenz, Terrorfakt und Xotox.

## Geschichte

### Die erste Welle: Die 1990er
In den 1990er Jahren begann DJ Scud gemeinsam mit dem Produzenten Aphasic – beide damals beim Londoner Label Ambush Records – sehr Noise-orientierten Hardcore Techno zu spielen. Viele Musiker der ersten Breakcore-Welle veröffentlichten auf Ambush, u. a. Christoph Fringeli, Slepcy, The Panacea und Noize Creator. Viele Stil prägende Elemente, wie die hohe BPM-Zahl, Crossover, diverse Breakbeats, sowie Elemente jamaikanischer Musikrichtungen, sind bei diesen frühen Vertretern bereits durchgängig nachweisbar.
Ebenfalls relevant für die Entwicklung des Breakcore war Alec Empire, der auch das Schwestergenre Digital Hardcore prägte und auf dem nach diesem Genre benannten Label auch einige Breakcore-Veröffentlichungen herausbrachte.

### Blütezeit, die zweite Welle: Die 2000er
In Belgien und den Niederlanden kristallisierte sich Anfang des neuen Jahrtausends ein neuer Stil heraus, basierend auf den Entwicklungen der Breakbeatmusik in Großbritannien und Berlin; der Begriff „Breakcore“ begann, sich zu einem Oberbegriff für den neuen Stil zu entwickeln. Vor allem das Internet befeuerte die Konsolidierung eines neuen Musikgenres, das nun verstanden wurde als eine Vermengung aller Musikstile, unterlegt mit einem schnellen Breakbeat; zudem war das Internet eine optimale Quelle für Samples und eine Tauschbörse für Breakcore-Tracks. Viele belgische und niederländische Künstler entwickelten sich im Internet zu etablierten Größen in der Szene: u. a. Droon, FFF und Bong-Ra. Die ersten Festivals bedienten sich des neuen Begriffs: In Belgien entstand das Breakcore Gives me Wood, in den Niederlanden das Breakcore A Go Go und die Fuckparade in Deutschland, auf der auch häufiger Breakcore gespielt wurde.
Die Präsenz in szenenahen Onlineforen, auf YouTube und auf Festivals prägte die Blütezeit des Breakcore als eigenen Musikstil.

#### Merkmale der Szene
War die Szene anfangs vor allem im Internet aktiv, verlagerten sich, parallel zum Aufkommen der Freetekno-Bewegung, die Aktivitäten der Fans und Musiker auf Festivals. Auf Breakcore-Konzerten sind vor allem Leute mit einer sozialistischen, anarchistischen, libertären oder gänzlich unpolitischen Haltung anzutreffen. Das Zeigen von nationalistischen oder nationalsozialistischen Symbolen oder das Ausrufen entsprechender Inhalte dagegen ist verpönt. Analogien zum Netzaktivismus und zur Hacker-Szene sowie zur DIY-Ethik sind auffällig. Wie es auch für andere Subkulturen aus dem Bereich der Elektronischen Tanzmusik typisch ist, ist der offene Konsum von illegalen Drogen wie Marihuana, sowie von synthetischen Drogen, v. a. Amphetamin und MDMA (Ecstasy), keine Seltenheit; abseits davon lassen sich aber auch Anhänger der Straight-Edge-Bewegung unter Breakcore-Fans ausmachen.
In dem Dokumentarfilm „Notes on Breakcore“ von 2006 sagen Society Suckers, dass Breakcore aus dem Acid Techno und der Rave-Kultur der Mitte der 90er Jahre und in Abgrenzung zur Gabber-Szene, die immer stärker von Neo-Nazis unterwandert worden sei, entstand.

### Die dritte Welle: Die späten 2000er
Eine Spaltung der Szene ist Ende der 2000er Jahre festzustellen. Neue Künstler, z. B. Mochipet und Igorrr, legten mehr Wert auf komplexere Rhythmen und Melodien, sowie auf progressive, weniger repetitive Kompositionen, während andere Interpreten sich bemühten, den „düsteren“ Sound der Anfangstage wieder aufleben zu lassen, indem sie wieder verstärkt Heavy-Metal- und Industrial-Samples und stark verzerrte Drums in die Tracks einfließen ließen, v. a. Drumcorps, Otto von Schirach, Eiterherd und Hecate.
Wiederum andere Künstler gingen gänzlich andere Wege und strebten nach einem neuen Sound und verbanden die etablierten Elemente des Genres mit anderen Musikstilen. Beispielsweise verbindet Venetian Snares seit dem Album „Rossz Csillag Alatt Szuletett“ von 2008 Breakcore-Rhythmen mit Klassischer Musik. Bei Igorrr ist das ähnlich. Shitmat und Drop the Lime, sowie die japanischen Künstler DJ Scotch Egg, Ove-Naxx und Doddodo nutzten vor allem Happy-Hardcore- und Rave-Klänge, um einen eher heiteren Sound zu kreieren. Die Popularität der Chiptune-Musik im Internet, ab dem Ende der 2000er, beeinflusste Interpreten wie Sabrepulse, Hrvatski und Tamvred, wodurch auch 8-Bit-Kompositionen Einzug in die Szene fanden.

## Bekannte Interpreten (Auswahl)
- Alec Empire
- DJ Scotch Egg
- Doddodo
- FFF
- Istari Lasterfahrer
- Iszoloscope
- KiEw
- Klangstabil
- Mono No Aware
- Otto von Schirach
- Ove-Naxx
- P·A·L
- Patric Catani
- Sickboy
- Stahlfrequenz
- Terrorfakt
- Venetian Snares
- Xotox